# حاجب (لقب)
الحاجب منصب إداري إسلامي، مهمته إدخال الناس على الخليفة حسب مقامهم وأهمية أعمالهم، وهو يشبه منصب كبير الأمناء أو رئيس التشريفات  ، ويقول ابن خلدون أنه: «لمن يحجب السلطان عن الخاصة والعامة ويكون واسطة بينه وبين الوزراء فمن دونهم». وعرفه ابن أبي الربع بقوله: «الحاجب فهو الواسطة بين الملك وبين من يريد لقاءه ليرتب الناس بين يدي الملك كما يليق بمجلسه وصفته».

## التاريخ
في العهد الراشدي:
لم يكن الخلفاء الراشدون يحجبون أحداً عن أبوابهم، فالخليفة لم يكن يعتبر نفسه إلا واحداً من المسلمين يجالسه الفقير والغني والضعيف والقوي ويكلمونهم في حوائجهم ويتحدثون إليهم في كل ما يريدون، مقتدين في ذلك بسيرة النبي محمد صلى الله عليه وسلم،  ، يقول ابن خلدون «وأما مدافعة ذوي الحاجات عن أبوابهم فكان محظوراً بالشريعة فلم يفعلوه» 
في العهد الأموي:
كأن أول من اتخذ الحاجب على بابه هو معاوية بن أبي سفيان، وكان على حجابته نولاه سعد، وتبعه في ذلك من جاء بعده من الخلفاء والأمراء، إلا أن هذا المنصب كان بدائياً إلى حد كبير، إذ اقتصرت مهمة القائم به على حماية الخليفة من التعرض للأذى أو الاغتيال كحادثة مقتل علي بن ابي طالب على أيدي الخوارج، وكحادثة مقتل عمر بن الخطاب وعثمان بن عفان، إضافة إلى ابعاد العامة عن الخليفة تلافياً لازدحامهم على بابه وشغله عن النظر في مهام الدولة، يقول ابن خلدون: «ولما انقلبت الخلافة إلى الملك وجاءت رسوم السلطان وألقابه كان أول شيء بدئ به في الدولة شأن الباب، وسده دون الجمهور، بما كانوا يخشون على أنفسهم من اغتيال الخوارج وغيرهم، كما وقع بعمر وعلي ومعاوية وعمرو بن العاص وغيرهم، مع ما في فتحه من ازدحام الناس عليهم وشغلهم بهم عن المهمات فاتخذوا من يقوم لهم بذلك وسموه الحاجب».
وبمرور الوقت تجاوزت الحجابة مرحلتها الأولى في حفظ باب الخليفة والاستئذان لم يدخل عليه، إلى منع الناس من مقابلته إلا في الأمور الهامة، ، وكان الخلفاء يتخيرون لهذا المنصب من أفضل رجالهم، يتضح ذلك من وصية عبد الملك بن مروان لأخيه عبد العزيز حين ولاه أميراً على مصر فيقول: «وانظر حاجبك فليكن من خير أهلك، فإنه وجهك ولسانك، ولا يقفن أحد ببابك إلا أعلمك مكانه لتكون أنت الذي تأذن له أو ترده».
في العهد العباسي:
تطور منصب الحجابة بعد مجيء بني العباس وأصبح أكثر حصوصية من ذي قبل نظراً لألوان العز والترف الذي بلغته الدولة في زمنهم، إذ أصبح للخلفة حاجبان أحدهما للعامة والآخر للخاصة، ويرى ابن خلدون أنهم عند انحطاط دولتهم ومحاولة الحجر على صاحب الدولة اتخذ حجاب ثالث أشد خصوصة وذلك لعزله عن بطانة أبيه وخواص أوليائه.
في العهد الأموي الاندلسي:
لم يختلف منصب الحجاجة في العصر الأموي في الأندلس عن مثيله في المشرق العباسي إلا أنه بدأ بها قوياً منذ الوهلة الأولى لتأسيس الدولة على يد الأمير عبد الرحمن الداخل (138 – 172 هـ) الذي قلده أخلص رجاله، من أمثال: يوسف بن بخث وعبد الواحد ابن مغيث الرومي وغيرهم، وهو إلى حد كبير بمثابة رئيس الوزراء  الذي يعتبر حلقة وصل بين الأمير الأموي وبين وزرائه، يقول ابن خلدون: «وأما في الدولة الاموية بالاندلس فكانت الحجابة لمن يحجب السلطان عن الخاصة والعامة ويكون واسطة بينه وبين الوزراء فمن دونهم فكانت في دولتهم رفيعة غاية كما تراه في أخبارهم». كما حكى ابن خلدون عن المكانة الرفيعة التي بلغها منصب الحجابة في الأندلس وأثره على ملوك الطوائف فقال: «ارتفعت خطة الحاجب ومرتبته على سائر الرتب حتى صار ملوك الطوائف ينتحلون لقبها فأكثرهم يومئذ يسمى الحاجب».
في أفريقية ومصر:
يشير ابن خلدون إلى أن منصب الحجابة في أفريقية ومصر ظل غائباً إلا ما كان في الدولة العبيدية في مصر، معللا ذلك بالبداوة التي كانت فيهم فيقول: «ثم لم يكن في دول المغرب وأفريقية ذكر لهذا الاسم للبداوة التي كانت فيهم وربما يوجد في دولة العبيديين بمصر عند استعظامها وحضارتها إلا أنه قليل». أما في في دولة الموحدين فيرى أن الأمر كان مختلاً إذ أن الحضارة لم تستمكن فيهم ليتخذوا الألقاب ويميزوا الخطط، ولم يكن لديهم من الرتب إلا الوزير.

## تأثيره في الدولة
لم يكن للحاجب في العهد الأموي تأثير بارز في مجريات الحكم وتصريف شؤن الدولة، إلا ما كان في أواخر عهد بني أمية من تشدد في منع الناس من المثول بين يدي الخلفاء، كما حدث مع وفد البربر الذي قدم من المغرب برئاسة ميسرة المطغري لمقابلة الخليفة هشام بن عبد الملك بدمشق، وبثه شكاواهم مما يلاقيه أهل المغرب من عسف ولاتهم واستبدادهم بهم وسوء معاملتهم، فمنعهم وزيره الأبرش عن ذلك، وظلوا مقيمين على بابه شهراً حتى يئسوا من لقائه، فتركوا للوزراء رقاعاً بمطالبهم وانصرفوا بعد ذلك ساخطين ليشعلوا نار الثورة في المغرب.
وفي بدايات العهد العباسي لم يكن للحاجب وغيره من الوزراء سلطة يخشى منها، نظراً لما كان يتمتع به خلفاء بني العباس الأوائل من الهيبة والقوة، يقول ابن طباطبا واصفاً الخليفة ابو جعفر المنصور «وكانت هيبته تصغر لها هيبة الوزراء، وكانوا لا يزالون على وجل منه وخوف فلا يظهر لهم أبهة ولا رونق». إلا أن دور الحاجب بدأ يبرز جلياً زمن هارون الرشيد حيث تمكن حاجبه الفضل بن الربيع من اظهار مساوئ البرامكة عند الخليفة حتى أوقع بهم فيما عرف بنكبة البرامكة، وكان الخليفة يقول متأسفاً عليهم «لا آمن الله من أغراني بقتل البرامكة، ما رأيت رخاءً بعدهم، ولا وجدت لذة ولا راحة». ثم تعدى نفوذ الحاجب أيضاً إلى إحداث الفرقة والخلاف بين الأمراء أنفسهم كما حدث بين الأمين والمأمون.
وكان من نفوذ الحاجب واستبداده الزامه أصحاب الدواوين بالرجوع إليه في كل أمور الدولة، وممن استبد منهم بالنفوذ محمد بن ياقوت زمن القاهر العبيدي، ومحمد بن أبي عامر زمن الخلفية الأموي هشام المؤيد، يقول مسكوية في كتابه تجارب الأمم: «غلب محمد بن ياقوت على تدبير الأمور، ونظره في جباية الأموال، وحضور أصحاب الدوواوين مجلسه، وتفرده بما يعمله الوزراء»

## شخصيات
الأبرش
الفضل بن الربيع
الربيع بن يونس
جعفر بن عثمان المصحفي
محمد بن أبي عامر
محمد بن ياقوت
عيسى بن الحسن بن أبي عبدة